# 樟宜木板路

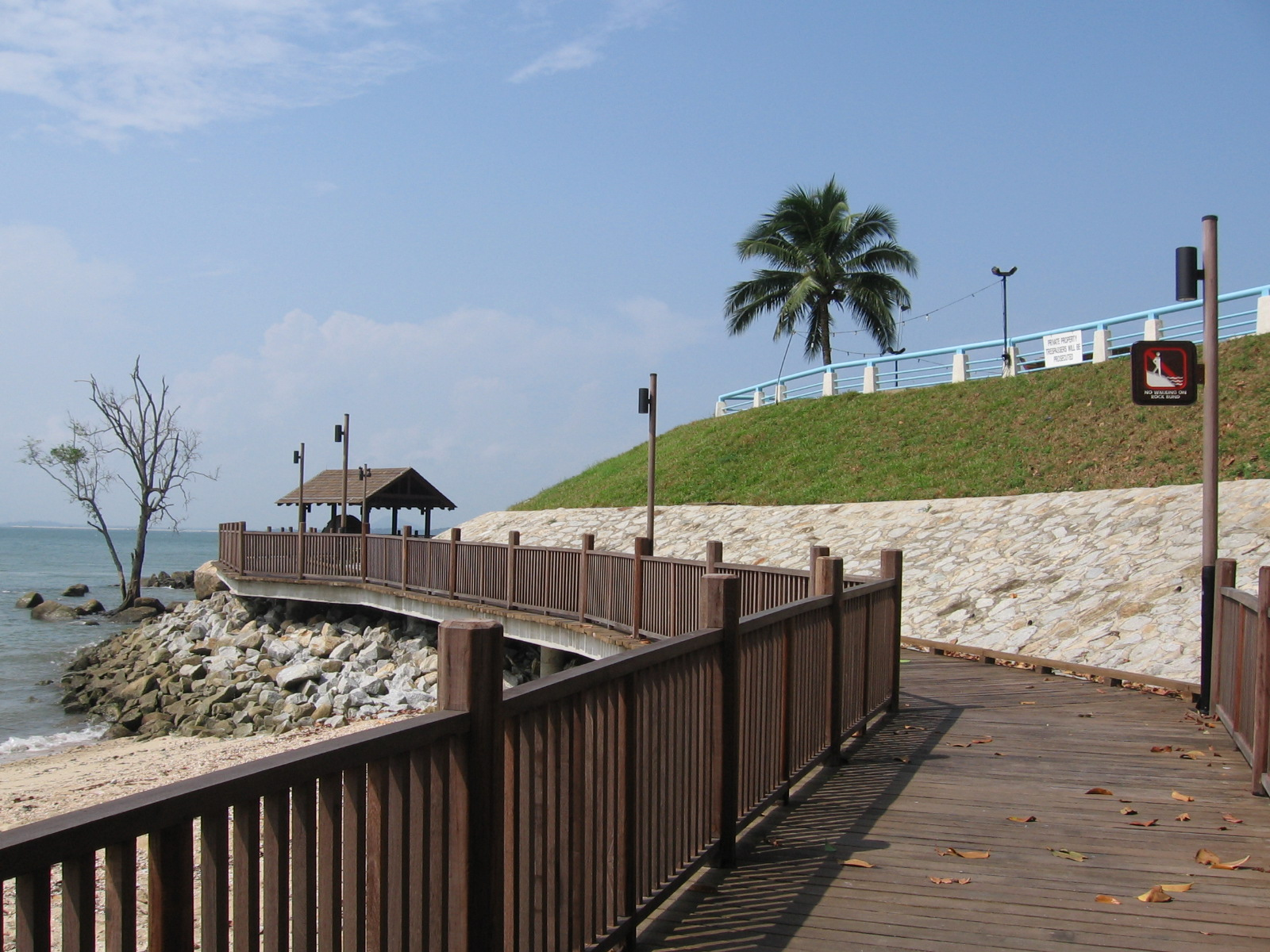
樟宜木板路

樟宜木板路（英語：Changi Boardwalk），也被稱為樟宜尾沿岸木板路（英語：Changi Point Coastal Walk），是一條有2.2公里長的木板路。

## 歷史
樟宜木板路是新加坡市區重建局（URA）在2012年所規劃的新加坡綠化計劃在樟宜的一部份。

## 外部連結
- URA press release
- URA Map